# 김종길 (1937년)
김종길(金鍾吉, 1937년 7월 9일 - 2022년 2월 25일)은 대한민국의 해운 관료, 한국 해운 역사가, 수필가이다. 호는 耕海이다.

## 생애
1937년 7월 9일 경남 하동에서 출생하였다. 善山金 倧直 店畢齋 제16대손인 조부모 聖三, 密陽朴 順岳, 그리고 부모 相周, 文化柳 于述 사이에 5남매 중 막내로 태어났다. 청년시절 문학에 대한 열정이 많았으며 시인을 동경했으나 가정 형편이 어려워져 관비학교인 국립한국해양대학에 진학하였다. 부산해운항만청장, 인천해운항만청장, 해운항만청 선원선박국장, 운영국장, 해운국장을 역임하였으며, 해운정책 및 행정, 해사 안전에 관한 다수의 논문을 썼다. 퇴직 후에는 한국 해운계의 역사를 주요사건과 인물을 중심으로 각기 기술한 두 권의 저술을 남겼으며, 수필가로 활동하였다.

## 학력
光州고등학교를 졸업하고 (1957) 국립한국해양대학 항해학과에 진학하여 1961년 졸업하였다. 노르웨이 해운아카데미 해운전문과정 (1976), 서울대학교 행정대학원 발전정책과정 (1984), 국방대학원 안보과정 국제관계전공 (1987), 한국해양대학교 해사산업대학원 최고경영자과정 (1993)을 수료하였다.

## 자격
- 1962년 고등학교 2급 정교사 자격취득
- 1963년 갑종2등 항해사 자격취득

## 경력
인천해운항만청 선박과장 (1978), 해운항만청 선원선박국장 (1982), 인천해운항만청장 (1985), 해운항만청 운영국장 (1988), 부산해운항만청장 (1991), 해운항만청 해운국장 (1993) 등을 역임하였다.
- 1963년 교통부 입부
- 1970년 재주해운국 해무과장 (사무관)
- 1970년 제주대학교 강사
- 1978년 인창해운항만청 선박과장 (서기관)
- 1980년 국보위 교통체신분과위원회 전문위원
- 1981년 중앙해난심판원 조사관 (부이사관)
- 1982년 천주교 서울교구 반포성당 영세
- 1985년 해운항만청 선원선박국장 (이사관)
- 1986년 성라자로마을 돕기 회원
- 1987년 마산해운항만청장
- 1988년 해운항만청 운영국장
- 1991년 부산해운항만청장 (관리관 대우)
- 1992년 천주교 부산교구 해양사목 자문위원
- 1993년 해운항만청 해운국장
- 1994년 인천항부두공사장
- 1994년 꽃동네 후원회원
- 1994년 유니세프 후원회원
- 1994년 인천일보사 객원논설위원
- 1995년 천주교 인천교구 항만사도회 자문위원
- 1996년 대한상사중재원 중재인
- 2002년 뉴기니 까리타스수도원 기술학교 후원
- 2004년 한국해운신문 객원논설위원
- 2008년 한국선급 (KR) 회원
- 2009년 아프리카 돕기회 후원
- 2009년 한국선급 50년사 감수위원
- 2009년 해기사 명예의 전당 인물선정위원
- 2010년 민족화해위원회 새터민(탈북아동) 후원
- 2011년 중앙해양안전심판원 심판변론인
- 2012년 IMO활동 50년사 감수위원

## 논문 및 저서
- 1976년 <Transportation System in Ports and Handling Costs> (노르웨이 해운아카데미 졸업논문)
- 1983년 <IMO 海事安全관리管理> (번역)
- 1984년 <국제해사기구(IMO)의 해양보전에 관한 활동> (서울대학교 행정대학원 수료논문)
- 1986년 <海事安全관리管理> (번역)
- 1987년 <소련의 開放政策을 통해 본 한/소 海運의 交流豫測> (국방대학원 수료논문)
- 2003년 <海運行政의 變遷史> (共著)
- 2005년 <되돌아 본 海運界의 史實들>[3][4][5][6][7]
- 2010년 <榮譽로운 海運人들>[8][9]
- 2012년 <저녁노을 바라보며> (海洋수필)[10][11][12]
- 2017년 <人生은 지구별 航行이다> (수상록)[13][14]
- 2020년 <내 삶의 순간순간들> (海洋수필)[15][16][17][18]

## 국제 활동
- 1983년 국제전기통신연합 (ITU) 제네바 총회 대표
- 1983년 IMO/USSR/UNDP 소련 오데사 세미나 참가
- 1983년 국제해사기구(IMO) 제13차 런던총회 대표
- 1985년 IMO/USSR/UNDP 소련 오데사 2차 세미나 참석
- 1992년 국제항만협회(IAPH) 미국 찰스턴 회의 대표
- 1993년 환태평양 친선항만 제7차 고베회의 대표
- 1993년 한/화란 헤이그 해운회담 대표
- 1993년 한/EU 브뤼셀 해운회담 대표
- 1993년 한/중 북경해운회담 대표

## 수상
- 1980년 보국훈장 삼일장
- 1992년 홍조근정훈장
- 2002년 표창장 (한국해양대학교)
- 2003년 국가유공자증
- 2007년 자랑스러운 光州人賞 (광주고등학교)
- 2011년 등단작품상 (창작수필사)
- 2012년 자랑스러운 해대인상 (한국해양대학교)
- 2012년 라자로돕기회 25년 감사장
- 2016년 海運文化賞 (한국해운물류학회)